# R̄
Cette page contient des caractères spéciaux ou non latins. S’ils s’affichent mal (▯, ?, etc.), consultez la page d’aide Unicode.
R̄ (minuscule : r̄), appelé R macron, est un graphème utilisé dans l’écriture du kurde avec l’alphabet latin, de l’araki et du hiw, dans la romanisation ISO 233-1 de l’écriture arabe et la romanisation ALA-LC du kurde.
Il s’agit de la lettre R diacritée d’un macron.

## Utilisation
Le graphème ‹ r̄ › est employé dans deux langues océaniennes parlées au Vanuatu :
- en araki, il note le son /r/, pour le distinguer de /ɾ/ (qui s’écrit ‹ r ›) ;
- en hiw, il représente le son /g͡ʟ/.

Dans la romanisation ALA-LC du kurde, l’alphabet latin hawar du kurde faisant usage du ‹ r̄ › est utilisé pour translittérer le kurde écrit avec les alphabets arabe ou cyrillique.
Dans la romanisation ISO 233-1 de l’écriture arabe, ‹ r̄ › translittère le rāʾ šaddah ‹ رّ ›, le rāʾ et le šaddah étant translittéré avec le r et avec le macron suscrit.

## Représentations informatiques
Le R macron peut être représenté avec les caractères Unicode suivants :
- décomposé (latin de base, diacritiques) :

| formes    | représentations | chaînes de caractères | points de code | descriptions                                 |
| --------- | --------------- | --------------------- | -------------- | -------------------------------------------- |
| capitale  | R̄               | R◌̄                    | U+0052 U+0304  | lettre majuscule latine r diacritique macron |
| minuscule | r̄               | r◌̄                    | U+0072 U+0304  | lettre minuscule latine r diacritique macron |

## Sources
- (en) Thomas T. Pederson, Transliteration of Arabic, 2.2, 2008 (lire en ligne)